# Stig Strand
Pour les articles homonymes, voir Strand.
Stig Strand, né le 25 août 1956 à Tärnaby, est un ancien skieur alpin suédois, spécialiste du slalom.

## Jeux olympiques d'hiver
| Épreuve / Édition | Innsbruck 1976 | Sarajevo 1984 |
| Géant             | 12e            | -             |
| Slalom            | 12e            | 9e            |

## Coupe du monde
- Meilleur résultat au classement général : 11e en 1983
  - 2 victoires : 2 slaloms
  - 6 podiums

### Différents classements en coupe du monde
| Saison / Épreuve | Saison / Épreuve | Général | Général | Slalom | Slalom | Géant  | Géant  |
| ---------------- | ---------------- | ------- | ------- | ------ | ------ | ------ | ------ |
| Saison / Épreuve | Saison / Épreuve | Class.  | Points  | Class. | Points | Class. | Points |
| 1976             | 1976             | 56e     | 2       | 23e    | 2      | -      | -      |
| 1977             | 1977             | 46e     | 6       | -      | -      | 22e    | 3      |
| 1979             | 1979             | 68e     | 11      | 31e    | 11     | -      | -      |
| 1980             | 1980             | 59e     | 16      | 21e    | 16     | -      | -      |
| 1981             | 1981             | 31e     | 46      | 9e     | 46     | -      | -      |
| 1982             | 1982             | 34e     | 39      | 10e    | 39     | -      | -      |
| 1983             | 1983             | 11e     | 110     | 1er    | 110    | -      | -      |
| 1984             | 1984             | 39e     | 39      | 12e    | 39     | -      | -      |

### Détail des victoires
| Saison / Épreuve | Slalom                      | Total |
| 1983             | Madonna di Campiglio Furano | 2     |
| Total            | 2                           | 2     |

## Arlberg-Kandahar
- Meilleur résultat : 9e place dans le slalom 1981 à Sankt Anton